# 续存鸟属
续存鸟属（学名：Catenoleimus）是种存在于晚白垩世的史前鸟类，生存于大约9000万年前的土仑阶中晚期。该属仅有一个种被描述，即隐士续存鸟（Catenoleimus anachoretus）。该物种只有一小块喙骨（标本PO 4606）被发现，来自今乌兹别克斯坦克孜勒库姆沙漠的贝斯克提组。
续存鸟属中型反鸟类，估计生前长20至25（7.9至9.8英寸）左右。与同时期反鸟相比，该骨骼的形态相对原始。